# Hostín u Vojkovic
Hostín u Vojkovic – wieś i gmina w Czechach, w powiecie Mielnik, w kraju środkowoczeskim. Według danych z dnia 1 stycznia 2013 liczyła 321 mieszkańców.